# Power Live'95 CYVOX
Power Live'95 CYVOX é o segundo álbum ao vivo de Hironobu Kageyama. Foi lançado em 30 de setembro de 1995 pela Columbia Records, cinco meses após a coletânea CYVOX. É um CD duplo lançado junto com uma VHS da apresentação, gravada em abril do mesmo ano, a primeira gravada em vídeo na carreira do artista.

## Produção
Assim como em CYVOX, este álbum tem a participação de KUKO e Mitsuko Horie. Masaaki Endoh fazia vocal de apoio para Kageyama na época e pode ser ouvido no álbum.
A banda BROADWAY, que fez parceria com Kageyama em várias músicas de Os Cavaleiros do Zodíaco, tendo inclusive feito o álbum Saint Seiya Hit Kyokushuu III BOYS BE ~Kimi ni Ageru Tame ni~, tocou em todas as faixas. O show foi gravado em 23 de abril de 1995 em Shibuya, Tóquio.

## Faixas
| CD1            |                                                |                       |                   |                  |         |  |
| N.º            | Título                                         | Letras                | Música            | Arranjo:         | Duração |  |
| 1.             | "Kishin Douji Zenki" (de Zenki)                | Reo Rinozuka          | Gouji Tsuno       | G. Tsuno         | 5:13    |  |
| 2.             | "Burning Fight" (de Dragon Ball Z)             | Dai Sato              | Chiho Kiyooka     | Kenji Yamamoto   | 3:25    |  |
| 3.             | "Saikyou no Fusion" (de Dragon Ball Z)         | Yukinojo Mori         | Tetsuji Hayashi   | Yuzo Hayashi     | 4:01    |  |
| 4.             | "Aoi Kaze No Hope" (de Dragon Ball Z)          | D. Sato               | C. Kiyooka        | K. Yamamoto      | 3:43    |  |
| 5.             | "Muteki No Kishin" (de Zenki)                  | Yoshihiro Kuroiwa     | G. Tsuno          | G. Tsuno         | 3:55    |  |
| 6.             | "GET THE WIN "J"" (de J LEAGUE LIVE)           | ADDY e Kazuo Ishijima | K. Ishijima       | K. Ishijima      | 4:10    |  |
| 7.             | "Do! Challenge" (de Fushigi Challenge)         | Akari Kurosaki        | BANANA ICE        | BANANA ICE       | 4:42    |  |
| 8.             | "Uruwashi no Sabrina Girl" (de Idol wo Sagase) | Mayumi Yoshida        | Yoshikazu Miura   | Kunio Kubota     | 3:47    |  |
| 9.             | "NEVER STOP Changeman" (de Changeman)          | Yoshiaki Sagara       | Katsuo Ohno       | Tatsumi Yano     | 3:11    |  |
| 10.            | "Ni Nin no Takarajima" (cover de LAZY)         | Masami Sugiyama       | Shunichi Tokura   | Yoichi Matsumoto | 4:48    |  |
| 11.            | "Kokoro wa Tamago" (de Jetman)                 | Toyohisa Araki        | G. Tsuno          | K. Yamamoto      | 3:45    |  |
| 12.            | "Casshan ~Kaze no Bohyou~" (de Casshan)        | Kazunori Sonobe       | Hiroaki Matsuzawa | G. Tsuno         | 6:10    |  |
| Duração total: | Duração total:                                 | Duração total:        | Duração total:    | Duração total:   | 50:50   |  |

| CD2            |                                                                           |                |                 |                |         |  |
| N.º            | Título                                                                    | Letras         | Música          | Arranjo:       | Duração |  |
| 1.             | "Aitsu Wa Son Goku" (com KUKO, de Dragon Ball Z)                          | Y. Mori        | C. Kiyooka      | K. Yamamoto    | 4:37    |  |
| 2.             | "Toki to Hikari no Shita de" (com KUKO, de Dragon Ball Z)                 | D. Sato        | C. Kiyooka      | K. Yamamoto    | 5:13    |  |
| 3.             | "Hikari no Tabi" (com KUKO, de Dragon Ball Z)                             | D. Sato        | C. Kiyooka      | K. Yamamoto    | 4:21    |  |
| 4.             | "Dragon Power" (com KUKO, de Dragon Ball Z)                               | Y. Mori        | T. Hayashi      | Osamu Totsuka  | 4:17    |  |
| 5.             | "Cha-La Head-Cha-La" (de Dragon Ball Z)                                   | Y. Mori        | C. Kiyooka      | K. Yamamoto    | 3:35    |  |
| 6.             | "Yume Kounen" (de Uchuusen Sagittarius)                                   | Yuu Aku        | Kisaburo Suzuki | Kazuya Izumi   | 4:00    |  |
| 7.             | "Soldier Dream" (de Os Cavaleiros do Zodíaco)                             | Natsumi Tadano | H. Matsuzawa    | BROADWAY       | 3:36    |  |
| 8.             | "Bokutachi Wa Tenshi Datta" (de Dragon Ball Z)                            | Y. Mori        | Takeshi Ike     | O. Totsuka     | 3:59    |  |
| 9.             | "WE GOTTA POWER" (de Dragon Ball Z)                                       | Y. Mori        | K. Ishikawa     | K. Ishikawa    | 4:40    |  |
| 10.            | "WE ARE REYSOL" (hino do Kashiwa Reysol)                                  | R. Rinozuka    | Makoto Nagai    | M. Nagai       | 4:44    |  |
| 11.            | "Hikari No Kodomo"                                                        | G. Tsuno       | G. Tsuno        | G. Tsuno       | 5:45    |  |
| 12.            | "Marugoto" (de Dragon Ball Z)                                             | D. Sato        | C. Kiyooka      | K. Yamamoto    | 4:50    |  |
| 13.            | "TIME ~2036 No Sentaku~" (com Mitsuko Horie, de Os Cavaleiros do Zodíaco) | N. Tadano      | K. Sudo         | BROADWAY       | 6:51    |  |
| Duração total: | Duração total:                                                            | Duração total: | Duração total:  | Duração total: | 60:28   |  |